# Natatolana caeca
Natatolana caeca is een pissebed uit de familie Cirolanidae. De wetenschappelijke naam van de soort is voor het eerst geldig gepubliceerd in 1903 door Dollfus.